# Conseslus Kipruto
Conseslus Kipruto (8 december 1994) is een atleet uit Kenia. Hij is gespecialiseerd in de 3000 m steeple. Hij werd olympisch kampioen en wereldkampioen in deze discipline.

## Biografie
Kipruto werd in 2011 wereldkampioen bij de jeugd (U18) op de 2000 meter steeple. In 2012 won hij de Crosscupwedstrijd in Hannuit. Op de wereldkampioenschappen voor junioren (U20) behaalde hij in 2012 goud op de 3000 meter steeple in 8.06,10. In 2013 eindigde hij tweede op de wereldkampioenschappen atletiek, achter Ezekiel Kemboi. In 2015 werd hij op het wereldkampioenschap opnieuw tweede achter Kemboi.
Op de Olympische Spelen van 2016 in Rio de Janeiro maakte hij zijn olympisch debuut. Hij werd olympisch kampioen in een tijd van 8.03,28 s, een nieuw olympisch record. Op de wereldkampioenschappen atletiek 2017 in Londen won hij een gouden medaille. Met een tijd van 8.14,12 bleef hij de Marokkaan Soufiane El Bakkali (zilver; 8.14,49) en de Amerikaan Evan Jager (brons; 8.15,53) voor.

## Titels
- Olympisch kampioen 3000 m steeple - 2016
- Wereldkampioen 3000 m steeple - 2017, 2019
- Wereldjeugdkampioen 3000 m steeple U20 - 2012
- Wereldjeugdkampioen 2000 m steeple U18 - 2011

## Persoonlijke records
Outdoor
| Onderdeel      | Prestatie | Datum            | Plaats     |
| -------------- | --------- | ---------------- | ---------- |
| 1000 m         | 2.19,85   | 22 juli 2012     | Dillingen  |
| 1500 m         | 3.39,57   | 8 juni 2013      | Hengelo    |
| 3000 m         | 7.44,09   | 9 september 2012 | Rieti      |
| 2000 m steeple | 5.28,65   | 8 juli 2011      | Rijsel     |
| 3000 m steeple | 8.00,12   | 5 juni 2016      | Birmingham |

Indoor
| Onderdeel | Prestatie | Datum            | Plaats  |
| --------- | --------- | ---------------- | ------- |
| 3000 m    | 7.55,56   | 20 februari 2016 | Glasgow |

## Palmares

### 2000 m steeple
- 2011:  WK U18 - 5.28,65

### 3000 m steeple
- 2012:  WK U20 - 8.06,10
- 2013:  WK - 8.06,37
- 2015:  WK - 8.12,38
- 2016:  OS - 8.03,28 (OR)
- 2017:  WK - 8.14,12
- 2019:  WK - 8.01,35

### 15 km
- 2019: 9e Montferland Run - 43.43

### veldlopen
- 2013: 5e WK U20 - 21.40

1920: Percy Hodge ·
1924: Ville Ritola ·
1928: Toivo Loukola ·
1932: Volmari Iso-Hollo ·
1936: Volmari Iso-Hollo ·
1948: Tore Sjöstrand ·
1952: Horace Ashenfelter ·
1956: Chris Brasher ·
1960: Zdzisław Krzyszkowiak ·
1964: Gaston Roelants ·
1968: Amos Biwott ·
1972: Kipchoge Keino ·
1976: Anders Gärderud ·
1980: Bronisław Malinowski ·
1984: Julius Korir ·
1988: Julius Kariuki ·
1992: Matthew Birir ·
1996: Joseph Keter ·
2000: Reuben Kosgei ·
2004: Ezekiel Kemboi ·
2008: Brimin Kipruto ·
2012: Ezekiel Kemboi ·
2016: Conseslus Kipruto ·
2020: Soufiane El Bakkali ·
2024: Soufiane El Bakkali
1983 Patriz Ilg ·
1987 Francesco Panetta ·
1991 Moses Kiptanui ·
1993 Moses Kiptanui ·
1995 Moses Kiptanui ·
1997 Wilson Boit Kipketer ·
1999 Christopher Koskei ·
2001 Reuben Kosgei ·
2003 Saif Saaeed Shaheen ·
2005 Saif Saaeed Shaheen ·
2007 Brimin Kipruto ·
2009 Ezekiel Kemboi ·
2011 Ezekiel Kemboi ·
2013 Ezekiel Kemboi ·
2015 Ezekiel Kemboi ·
2017 Conseslus Kipruto ·
2019 Conseslus Kipruto ·
2022 Soufiane El Bakkali ·
2023 Soufiane El Bakkali